# Fútbol en los Juegos Suramericanos de 2010
Se detallan los resultados de las competiciones deportivas para la especialidad de Fútbol en los IX Juegos Suramericanos. Los equipos jugaron con selecciones sub-17

## Fútbol
El campeón de la especialidad Fútbol fue  Colombia.

### Medallero
Los resultados del medallero por información de la Organización de los Juegos Medellín 2010 fueron:

#### Medallero Total
País anfitrión en negrilla. La tabla se encuentra ordenada por la cantidad de medallas de oro
| Núm.  | País     | Oro | Plata | Bronce | Total | Orden por Total |
| ----- | -------- | --- | ----- | ------ | ----- | --------------- |
| 1     | Colombia | 1   | 0     | 0      | 1     | 1               |
| 2     | Ecuador  | 0   | 1     | 0      | 1     | 1               |
| 3     | Bolivia  | 0   | 0     | 1      | 1     | 1               |
| TOTAL | TOTAL    | 1   | 1     | 1      | 3     |                 |

#### Medallero por Género
País anfitrión en negrilla. La tabla se encuentra ordenada por la cantidad de medallas de oro
| Clasificación por Oro | País     | Hombres | Hombres | Hombres | Hombres | Mujeres | Mujeres | Mujeres | Mujeres | Mixtos | Mixtos | Mixtos | Mixtos | TOTAL | Clasificación por Total |
| Clasificación por Oro | País     |         |         |         | Total   |         |         |         | Total   |        |        |        | Total  | TOTAL | Clasificación por Total |
| 1                     | Colombia | 1       | 0       | 0       | 1       | 0       | 0       | 0       | 0       | 0      | 0      | 0      | 0      | 1     | 1                       |
| 2                     | Ecuador  | 0       | 1       | 0       | 1       | 0       | 0       | 0       | 0       | 0      | 0      | 0      | 0      | 1     | 1                       |
| 3                     | Bolivia  | 0       | 0       | 1       | 1       | 0       | 0       | 0       | 0       | 0      | 0      | 0      | 0      | 1     | 1                       |
| TOTAL                 | TOTAL    | 1       | 1       | 1       | 3       | 0       | 0       | 0       | 0       | 0      | 0      | 0      | 0      | 3     |                         |

Fuente: Organización de los IX Juegos Suramericanos Medellín 2010

### Torneo masculino

#### Sedes
| Ciudad   | Estadio                                | Capacidad |
| -------- | -------------------------------------- | --------- |
| Itagüí   | Estadio Metropolitano Ciudad de Itagüí | 12.000    |
| Envigado | Estadio Polideportivo Sur              | 14.000    |

#### Equipos participantes
| Equipos participantes | Equipos participantes | Equipos participantes |
| --------------------- | --------------------- | --------------------- |
| Colombia              | Chile                 | Perú                  |
| Ecuador               | Bolivia               | Paraguay              |

#### Primera fase

##### Grupo A
| Equipo   | Pts | PJ | PG | PE | PP | GF | GC | Dif |
| -------- | --- | -- | -- | -- | -- | -- | -- | --- |
| Colombia | 6   | 2  | 2  | 0  | 0  | 5  | 0  | 5   |
| Chile    | 1   | 2  | 0  | 1  | 1  | 1  | 3  | -2  |
| Perú     | 1   | 2  | 0  | 1  | 1  | 1  | 4  | -3  |

| 22 de marzo de 2010 | Chile | 1:1 | Perú | Estadio Metropolitano Ciudad de Itagüí, Itagüí |  |

| 24 de marzo de 2010 | Colombia | 2:0 | Chile | Estadio Polideportivo Sur, Envigado |  |

| 26 de marzo de 2010 | Colombia | 3:0 | Perú | Estadio Metropolitano Ciudad de Itagüí, Itagüí |  |

#### Grupo B
| Equipo   | Pts | PJ | PG | PE | PP | GF | GC | Dif |
| -------- | --- | -- | -- | -- | -- | -- | -- | --- |
| Ecuador  | 4   | 2  | 1  | 1  | 0  | 3  | 1  | 2   |
| Bolivia  | 2   | 2  | 0  | 2  | 0  | 1  | 1  | 0   |
| Paraguay | 1   | 2  | 0  | 1  | 1  | 0  | 2  | -2  |

| 22 de marzo de 2010 | Paraguay | 0:0 | Bolivia | Estadio Metropolitano Ciudad de Itagüí, Itagüí |  |

| 24 de marzo de 2010 | Ecuador | 2:0 | Paraguay | Estadio Metropolitano Ciudad de Itagüí, Itagüí |  |

| 26 de marzo de 2010 | Ecuador | 1:1 | Bolivia | Estadio Metropolitano Ciudad de Itagüí, Itagüí |  |

#### Segunda fase

##### Tercer Puesto
| 28 de agosto de 2013 | Chile | 1:1 (1:3 pen.) | Bolivia | Estadio Metropolitano Ciudad de Itagüí, Itagüí |  |

##### Final
| 28 de agosto de 2013 | Colombia | 2:1 | Ecuador | Estadio Polideportivo Sur, Envigado |  |

Fuente: Organización de los IX Juegos Suramericanos Medellín 2010

### Torneo Femenino
Fútbol femenino en los Juegos Sudamericanos se suspendió.

#### Equipos participantes
| Equipos participantes | Equipos participantes | Equipos participantes |
| --------------------- | --------------------- | --------------------- |
| Colombia              | Chile                 |                       |

## Futsal
El campeón de la especialidad Futsal fue  Brasil.

### Medallero
Los resultados del medallero por información de la Organización de los Juegos Medellín 2010
fueron:

#### Medallero Total
País anfitrión en negrilla. La tabla se encuentra ordenada por la cantidad de medallas de oro
| Núm.  | País     | Oro | Plata | Bronce | Total | Orden por Total |
| ----- | -------- | --- | ----- | ------ | ----- | --------------- |
| 1     | Brasil   | 1   | 0     | 0      | 1     | 1               |
| 2     | Uruguay  | 0   | 1     | 0      | 1     | 1               |
| 3     | Colombia | 0   | 0     | 1      | 1     | 1               |
| TOTAL | TOTAL    | 1   | 1     | 1      | 3     |                 |

Fuente: Organización de los IX Juegos Suramericanos Medellín 2010

#### Medallero por Género
País anfitrión en negrilla. La tabla se encuentra ordenada por la cantidad de medallas de oro
| Clasificación por Oro | País     | Hombres | Hombres | Hombres | Hombres | Mujeres | Mujeres | Mujeres | Mujeres | Mixtos | Mixtos | Mixtos | Mixtos | TOTAL | Clasificación por Total |
| Clasificación por Oro | País     |         |         |         | Total   |         |         |         | Total   |        |        |        | Total  | TOTAL | Clasificación por Total |
| 1                     | Brasil   | 1       | 0       | 0       | 1       | 0       | 0       | 0       | 0       | 0      | 0      | 0      | 0      | 1     | 1                       |
| 2                     | Uruguay  | 0       | 1       | 0       | 1       | 0       | 0       | 0       | 0       | 0      | 0      | 0      | 0      | 1     | 1                       |
| 3                     | Colombia | 0       | 0       | 1       | 1       | 0       | 0       | 0       | 0       | 0      | 0      | 0      | 0      | 1     | 1                       |
| TOTAL                 | TOTAL    | 1       | 1       | 1       | 3       | 0       | 0       | 0       | 0       | 0      | 0      | 0      | 0      | 3     |                         |

Fuente: Organización de los IX Juegos Suramericanos Medellín 2010